# Zdeněk Troška
Zdeněk Troška, né le 18 mai 1953 à Strakonice, est un réalisateur et scénariste tchèque. 
Il réalise principalement des comédies et des films de contes de fées.

## Biographie
Né à Strakonice,  il est élevé à Hoštice. Il étudie la réalisation à l'École de cinéma et de télévision de l'Académie des arts du spectacle de Prague ainsi qu'au Lycée Carnot de Dijon, en France. 
Troška réalise le film dramatique Andělská tvář en 2002, mais se spécialise surtout dans les comédies et les contes de fées. Ses films sont généralement très critiqués par les critiques de cinéma, mais ils connaissent du succès et sont rentables dans les cinémas.
Il réalise plusieurs films de contes de fées suivant souvent des schémas dans lesquels un jeune homme s'aventure hors d'une zone rurale pour trouver l'amour et vaincre des ennemis corrompus. Les films dans cette veine incluent entre autres Princess Jasnenka and the Flying Shoemaker (en) et sa suite Helluva Good Luck.
Parmi les comédies qu'il a réalisées figurent Slunce, seno, jahody (1983), Slunce, seno a pár facek (1989), Slunce, seno, erotika (1991) et Doktor od jezera hrochů (en) (2010).